# Terry Curran
Edward Terence Curran, più conosciuto con il diminutivo Terry Curran (Hemsworth, 20 marzo 1955) è un ex calciatore inglese, di ruolo attaccante.

## Caratteristiche tecniche
Era un giocatore molto dotato tecnicamente, che poteva giocare sia come ala che come centrocampista offensivo; tuttavia, non era particolarmente dotato dal punto di vista fisico e spesso ebbe rapporti conflittuali con i vari allenatori per il suo carattere volatile. In compenso, quando era in giornata spesso produceva giocate e gol spettacolari, tipiche di giocatori di categorie superiori a quelle in cui spesso giocava (trascorse infatti gran parte della carriera fra la seconda e la quarta divisione inglese), e per questo motivo era generalmente molto apprezzato dai tifosi dei club in cui militava.

## Carriera

### Giocatore
Esordisce tra i professionisti nella stagione 1973-1974 con il Doncaster, club di quarta divisione, dove, appena maggiorenne, viene frequentemente schierato da titolare alternandosi con i compagni di reparto Peter Kitchen, Mickey Elwiss e Brendon O’Callaghan; il club, dotato di scarsi mezzi economici e nei bassifondi della classifica, giocava un calcio molto offensivo: Curran, infatti, nell'arco delle stagioni 1973-1974 e 1974-1975 totalizza complessivamente 68 presenze e 11 reti (7 delle quali nella seconda stagione, in cui gioca più frequentemente da titolare), a cui aggiunge numerosi assist per i compagni di reparto. Dopo 2 reti nelle prime 2 giornate della Fourth Division 1975-1976 viene ceduto per 50000 sterline (più Ian Miller come contropartita tecnica) al Nottingham Forest, club di seconda divisione, allenato da Brian Clough. Nella sua prima stagione in seconda divisione mette a segno 6 reti in 33 partite di campionato; inizia in modo ottimo anche la stagione 1976-1977, con 5 reti in 11 partite di campionato, nell'ultima delle quali, contro il Burnley, subisce un grave infortunio: Terry Woodcock, giocatore del Forest che era in prestito al Doncaster, viene richiamato per sostituirlo temporaneamente, ma viste le sue buone prestazioni finisce per mantenere il posto in squadra a scapito dello stesso Curran, che anche dopo il rientro dall'infortunio gioca solo saltuariamente. Nella stagione successiva, in cui il Forest gioca in prima divisione, dopo un breve prestito (2 presenze) al Bury in terza divisione Curran viene ceduto per 50000 sterline al Derby County, altro club di prima divisione. Dopo una stagione trascorsa quasi integralmente da titolare con i Rams (26 presenze e 2 reti arrivando nel club a campionato già iniziato), nell'estate del 1977 viene nuovamente ceduto per 60000 sterline al Southampton, neopromosso in prima divisione. La sua permanenza ai Saints è nel complesso positiva: gioca infatti 26 partite in campionato e raggiunge la finale di Coppa di Lega, persa per 3-2 contro il Nottingham Forest, nella quale scende in campo da titolare: nonostante questo, nell'estate del 1979 cambia nuovamente club, scendendo a sorpresa in terza divisione allo Sheffield Weds.
Jack Charlton, allenatore del club in quegli anni, di fatto costruisce la squadra su di lui, e Curran lo ripaga con la sua miglior stagione in carriera dal punto di vista realizzativo: le sue 22 reti in stagione gli consentono di vincere il titolo di capocannoniere del campionato, ed il Wednesday viene promosso in seconda divisione. Nell'estate del 1980 Curran viene per un periodo ceduto in prestito all'Åtvidaberg, club della prima divisione svedese, con la cui maglia realizza una rete in 9 presenze; tornato dal prestito, mette a segno 9 reti nella Second Division 1980-1981 e 3 reti nella Second Division 1981-1982, nella quale gli Owls sfiorano la promozione in prima divisione mancandola a causa di alcuni risultati negativi nelle ultime giornate di campionato. Curran, pur essendo uno dei giocatori più amati dalla tifoseria dello Sheffield Wednesday, nell'estate del 1982 viene ceduto da Charlton anche a causa dei vari dissidi tra i due nelle ultime stagioni: in particolare, si trasferisce per 100000 sterline ai rivali cittadini dello Sheffield Utd, a cui aveva realizzato diverse reti nei derby tra campionato e coppe negli anni precedenti. La sua unica stagione alle Blades, trascorsa in terza divisione, si conclude con un bilancio di 33 presenze e 3 reti in campionato; complice anche il fatto che i tifosi del club avevano mal digerito il suo acquisto per via dei suoi trascorsi al Wednesday, Curran viene ceduto prima in prestito e poi a titolo definitivo per 90000 sterline all'Everton, club di prima divisione, dove rimane fino al termine della stagione 1984-1985. Complice il salto di due categorie e l'età non più giovane, oltre alla qualità dei compagni di squadra, Curran nel suo biennio all'Everton totalizza (compreso anche il periodo in prestito) 24 presenze ed una rete in prima divisione, giocando in compenso da titolare nella semifinale della vittoriosa FA Cup 1983-1984, vincendo poi un Charity Shield ed il campionato nella stagione successiva. Nel corso della stagione 1984-1985 vince inoltre anche la Coppa delle Coppe, competizione in cui gioca 2 partite (la doppia sfida contro gli olandesi del Fortuna Sittard nei quarti di finale, conclusa con un complessivo 5-0 a favore del club inglese).
Nell'estate del 1985 viene ceduto all'Huddersfield Town, con cui nel corso della stagione 1985-1986 mette a segno 7 reti in 34 presenze in seconda divisione: si tratta sostanzialmente della sua ultima stagione ad alti livelli in carriera, visto che negli anni seguenti complici una fisiologica perdita dell'ottima velocità che lo aiutava nel dribbling ed un accumularsi di tanti piccoli infortuni che gli impediscono di giocare con continuità gioca in modo molto saltuario con vari club sia all'estero (al Paniōnios, nella prima divisione greca) sia nelle serie minori inglesi (6 presenze in seconda divisione nell'Hull City, in terza divisione con Sunderland, Grimsby Town e Chesterfield e per 2 partite a livello semiprofessionistico con il Grantham Town), ritirandosi definitivamente al termine della stagione 1986-1987, all'età di 32 anni.

### Allenatore
Dopo il ritiro ha allenato per un triennio i semiprofessionisti del Goole Town, dal 1989 al 1992; sempre nel 1992 ha poi allenato per un breve periodo i semiprofessionisti del Mossley.

## Palmarès

### Giocatore

#### Competizioni nazionali
- Campionato inglese: 1

Everton: 1984-1985
- Coppa d'Inghilterra: 1

Everton: 1983-1984
- FA Charity Shield: 1

Everton: 1984

#### Competizioni internazionali
- Coppa delle Coppe: 1

Everton: 1984-1985

#### Individuale
- Capocannoniere della terza divisione inglese: 1

1979-1980 (22 gol)

### Allenatore

#### Competizioni regionali
- West Riding County Cup: 1

Goole Town: 1991-1992